# Rybożer białosterny
Rybożer białosterny (Icthyophaga ichthyaetus) – gatunek dużego ptaka z rodziny jastrzębiowatych (Accipitridae). Zamieszkuje Azję Południową i Południowo-Wschodnią. Bliski zagrożenia wyginięciem.

## Systematyka
Po raz pierwszy gatunek ten został opisany w 1821 roku przez Thomasa Horsfielda jako Falco ichthyaetus. Jako miejsce typowe autor wskazał Jawę. Niektórzy autorzy umieszczają ten gatunek w rodzaju Haliaeetus. Nie wyróżnia się podgatunków. Niekiedy wydzielano populację ze Sri Lanki do podgatunku plumbeiceps, jednak nie jest on obecnie akceptowany.

## Morfologia
Rybożer białosterny mierzy od 61 do 75 cm. Rozpiętość skrzydeł 155–170 cm. Masa ciała 1600–2700 g.
Dorosłe osobniki mają ciemnobrązowe upierzenie skrzydeł, karku oraz większej części brzucha. Jedynie głowa jest szara, a dolna część brzucha biała. Brak jest wyraźnego dymorfizmu płciowego w upierzeniu, ale młode osobniki mają nieco jaśniejsze upierzenie wokół głowy.

## Zasięg występowania
Rybożer białosterny występuje od Indii, Sri Lanki i Nepalu przez Indochiny i Półwysep Malajski po Wielkie Wyspy Sundajskie (na wschodzie po Celebes) oraz północne i wschodnie Filipiny. Nie migruje, jedynie osobniki młodociane opuszczają swe rodzinne tereny i rozpraszają się.

## Ekologia i zachowanie

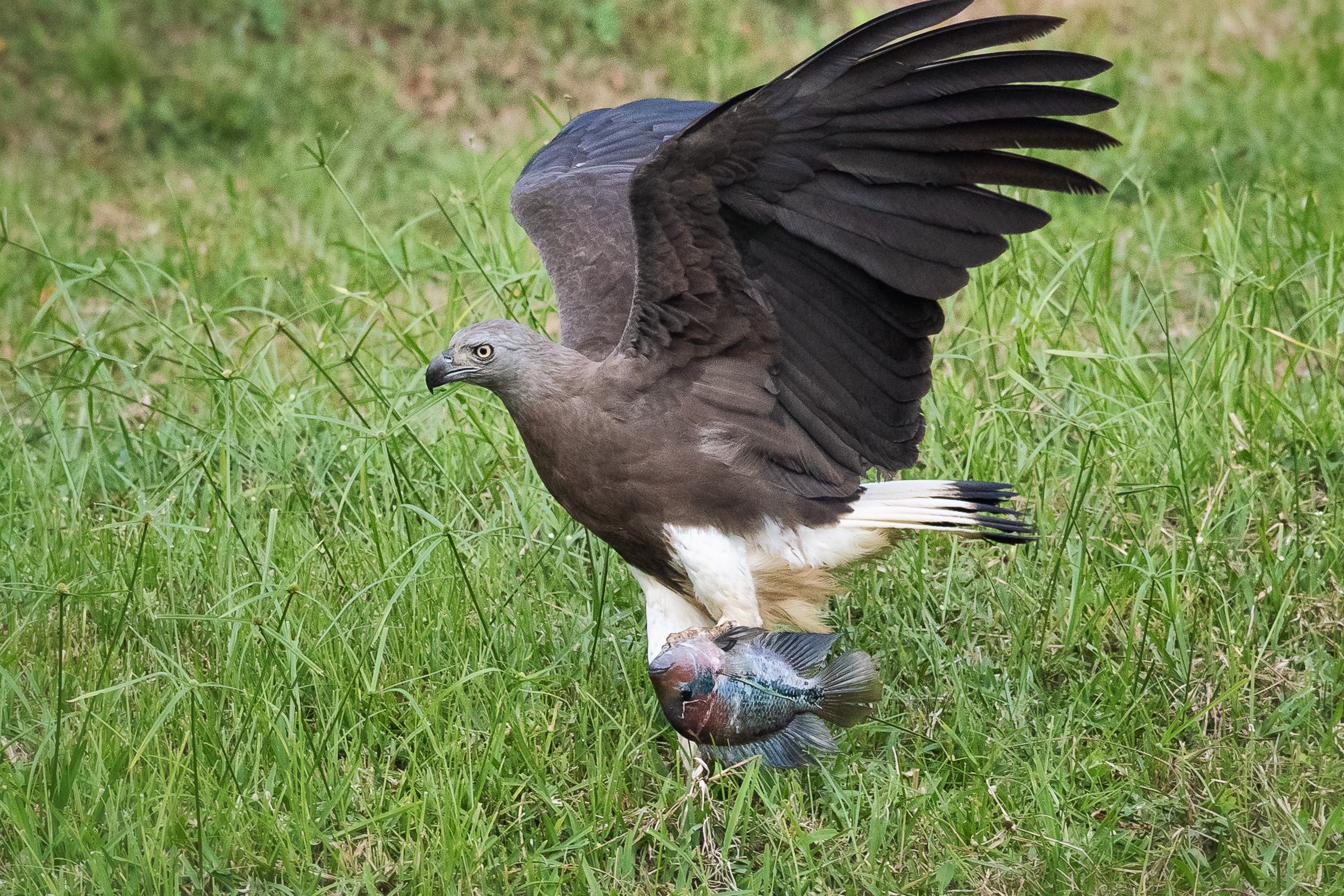
Rybożer białosterny ze złowioną rybą z rodzaju Tilapia

Jest ptakiem leśnym. Występuje w pobliżu wolno płynących rzek i strumieni, jezior, zbiorników wodnych, bagien, estuariów i lagun pływowych, zwykle na nizinach, ale lokalnie do 1525 m n.p.m.
Buduje gniazdo na drzewach w pobliżu wody. Składa od jednego do czterech jaj (zwykle dwa).
Żywi się rybami, które chwyta spod powierzchni wody, skacząc z gałęzi lub pikując z powietrza. Populacja znad jeziora Tonle Sap w Kambodży oprócz ryb żywi się też wężami wodnymi.

## Status
Międzynarodowa Unia Ochrony Przyrody (IUCN) uznaje rybożera białosternego za gatunek bliski zagrożenia (NT – near threatened). Ocenia się, że liczebność światowej populacji mieści się w przedziale 10–100 tysięcy dorosłych osobników. Trend liczebności populacji uznaje się za spadkowy. Najpoważniejszymi zagrożeniami dla tego gatunku są: utrata dziewiczych terenów podmokłych, przełowienie, zamulenie i zanieczyszczenie wód oraz prześladowania ze strony ludzi.